# Future Internet
Unter dem Begriff Future Internet (engl. future – ‚Zukunft‘) werden verschiedene nationale und internationale Forschungsinitiativen zusammengefasst, die versuchen ein Internet der Zukunft zu entwickeln.
Obwohl die technische Weiterentwicklung des Internets bereits von Anbeginn ein Forschungsthema darstellte, wurden verschiedene Defizite u. a. in den Bereichen Leistungsfähigkeit, Zuverlässigkeit, Skalierbarkeit, Sicherheit sowie weiteren Kategorien insbesondere auch in gesellschaftlicher und ökonomischer Hinsicht immer offensichtlicher, so dass sich seit ca. Mitte der 2000er Jahre zahlreiche „Future-Internet“-Forschungsinitiativen gründeten. Insbesondere werden neue Ansätze verfolgt, die beispielsweise eine bessere Unterstützung von Mobilität, Dienstgüte (engl. Quality of Service) und Sicherheit von Anbeginn in den Entwurf einer neuen Netzarchitektur miteinbeziehen.
Aufgrund der Vielfalt der im Internet eingesetzten Technologien sind die zugehörigen Forschungsthemen breit gestreut. Zudem reichen die verschiedenen Ansätze für ein Future Internet von kleinen, inkrementellen und evolutionären Schritten (engl. evolutionary approach) bis zum kompletten Neuentwurf (engl. revolutionary approach oder auch clean-slate design) mit Architekturprinzipien, bei denen die eingesetzten Technologien nicht aufgrund existierender Standards oder vorherrschender Paradigmen (wie beispielsweise des Client-Server-Modells) limitiert sind.
Eine solche architekturelle Beschränkung stellt beispielsweise die Doppelfunktion heutiger IP-Adressen dar: Eine IP-Adresse identifiziert zugleich ein an das Internet angeschlossenes Endsystem als auch den Ort, wo das System angeschlossen ist, d. h., sie ist Identifikator und Lokator in einer Einheit. Diese überladene Semantik erzeugt vor allem Probleme mit mobilen Endsystemen und Multi-Homing, also die Anbindung eines Endsystems oder Knotens über unterschiedliche Verbindungen zur gleichen Zeit.
Vollständig neue Lösungsansätze basieren auf der Erfahrung, dass spätere Ergänzungen zu einer ursprünglichen und etablierten Architektur in ihrer Einführung und Akzeptanz beschränkt sind. Evolutionäre Ansätze haben inzwischen zahlreiche Erweiterungen wie Mobile IP, IPSec, DiffServ, HIP, RSerPool, Shim6 usw. hervorgebracht, die im für die Weiterentwicklung des Internets zuständigen Standardisierungsgremium IETF definiert wurden. Da für die IETF die zuverlässige Funktion des bestehenden Internets von primärem Interesse ist, werden dort lediglich Lösungen – überwiegend in Form neuer oder verbesserter Protokolle – entwickelt, die schrittweise und ohne Störungen in das existierende Internet integriert werden können.
Die Integration solcher nachträglich und zusätzlich entwickelter Lösungen für Teilprobleme gestaltet sich allerdings teilweise recht schwierig, so dass immer häufiger Überlegungen in Richtung komplett neuer Lösungsansätze, d. h. ohne Rücksicht auf Kompatibilität zum existierenden Internet, verfolgt werden. Die meisten Clean-Slate-Design-Projekte sind allerdings größtenteils noch nicht abgeschlossen oder technisch noch nicht vollständig ausgereift, so dass sie hier nicht erläutert werden (sowohl um eine Ungleichbehandlung zu vermeiden als auch diesen Eintrag stabil zu halten). Zentrale, abstrakte Fragestellungen sind beispielsweise:
- Welche Anforderungen bestehen an ein globales Netz in 15 Jahren?
- Wie würde man aus heutiger Sicht das Netz von morgen entwickeln, wenn man es von Grund auf neu entwirft?

Weitere nichttechnische Aspekte umfassen sozioökonomische, geschäftliche und ökologische Belange. Die OECD hat unter dem Begriff „Future Internet“ Aktivitäten ins Leben gerufen, um Empfehlungen für die Zukunft der Internet-Ökonomie zu erarbeiten und zu veröffentlichen (siehe Weiterführende Links).
Da sich momentan weder ein technischer Konsens noch eine Standardisierung in Richtung eines Future Internets abzeichnet, sollte der Begriff Future Internet mit entsprechender Vorsicht verwendet werden, d. h., er bezieht sich insbesondere nicht auf eine spezielle Technologie, sondern bezieht sich vielmehr auf die zahlreichen, weltweiten Forschungsaktivitäten in dieser Richtung. Darüber hinaus werden unter dem Begriff Future Internet oftmals auch Projekte einbezogen, die auf eine Bereitstellung von Experimentalplattformen abzielen, mit denen neue Ansätze in größeren Umgebungen getestet und ausprobiert werden können. Das US-amerikanische GENI-Projekt zählt hierbei zu den bekanntesten Vertretern, in Deutschland wurde Ende 2008 das German-Lab als nationale Experimentierplattform gegründet.

## Beispiele für Future Internet Aktivitäten und Forschungsprogramme
- Future Internet Network Design – Initiative der NSF (USA)
- Future Internet Research and Experimentation – Initiative der EU-Kommission im 7. Rahmenprogramm (EU IST FP7)
- Future Internet Assembly (Europa)
- ITU-T Study Group 13 (SG13) on Future Networks including mobile and NGN, focus group FG-FN, Q21/13
- ITFAN Inter-Agency Task Force for Advanced Networking (USA)
- it839/u-it839 (Korea)
- NICTA (Australien)
- ANR (Frankreich)
- Groupe de Reflexion Internet du Futur (Frankreich)
- G-LAB – gefördert durch das BMBF (Deutschland)
- AKARI Project (Japan)
- it839/u-it839 and FIF (Future Internet Forum) – gefördert vom MIC (Korea)
- Super Janet – funded by EPSRC (UK)
- 4WARD FP7 EU Project
- Clean Slate Program (Universität Stanford, USA)
- Newarch project: Future-generation internet architecture
- Global Environment for Network Innovations
- Hybrid Adaptive Mobile Multicast - A Component within a Multiservice Internet Architecture
- GENI-Projekt